# Avril 1758
Cette page présente les faits marquants du mois d'avril 1758.

## Événements
- 29 avril : bataille de Gondelour entre la France et le Royaume-Uni[1]. L’amiral d’Aché et Lally-Tollendal débarquent des renforts à Pondichéry.